# DV (музика)

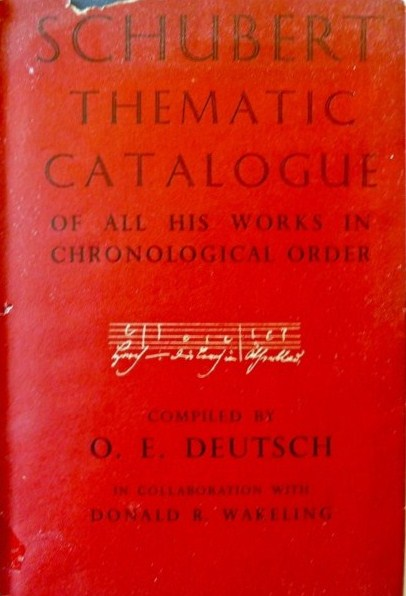
Deutsch-Verzeichnis 1951

DV (нім. Das Deutsch-Verzeichnis) — повний перелік робіт Франца Шуберта укладений в хронологічному порядку.
Лише частину творів Ф. Шуберта було опубліковано за його життя, разом з нумерацією опусів. Для потреб музикознавства постала необхідність створення повного каталогу, і цю роботу виконав німецький музикознавець Отто Еріх Дойч. Його каталог, що отримав назву Franz Schubert — Thematic Catalogue of all his works in chronological order (Франц Шуберт — Тематичний каталог всіх його творів у хронологічному порядку) вийшов вперше в 1951 англійською мовою.
Номерам творів Шуберта, що містяться в цьому каталозі, передує літера D. Наприклад, D 795 позначає твір, відомий також як Op. 25 — цикл пісень «Красуня млинарка» (нім. Die schöne Müllerin).